# خونیک پائین (نهبندان)
خونیک پائین یا خونیک روستایی در دهستان نه بخش مرکزی شهرستان نهبندان استان خراسان جنوبی ایران است. بر پایه سرشماری عمومی نفوس و مسکن در سال ۱۳۹۰ جمعیت این روستا ۳۵۲ نفر (در ۹۸ خانوار) بوده است.